# Cdk1

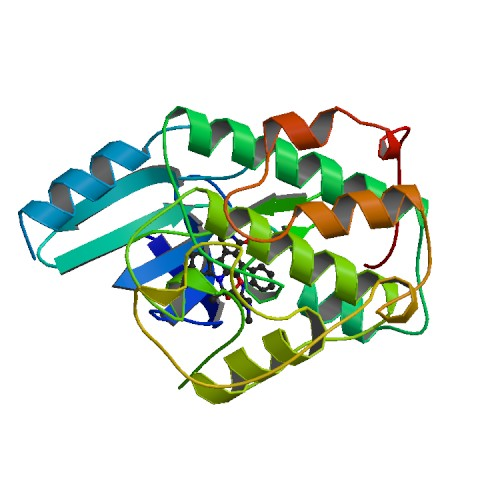
CDK1

Cdk1 (u S. pombe původně též Cdc2 či p34 a u S. cerevisiae Cdc28), je cyklin-dependentní kináza hrající důležitou roli v regulaci buněčného cyklu. U kvasinek má velmi nespecifickou roli a váže se na široké spektrum různých cyklinů, u obratlovců je aktivován zejména cyklinem B (M-cyklinem). Tento cyklin se v buňce hromadí hlavně během G2 a M fáze buněčného cyklu a vytváří komplex cyklin/CDK nazývané také M-Cdk. Ke skutečné aktivaci Cdk však ještě nedojde, protože kinázy Wee1 a Myt1 fosforylují některé aminokyselinové zbytky. Až fosfatáza Cdc25 během přechodu G2/M celý komplex odjistí.
Komplex M-Cdk navozuje po aktivaci veškeré fundamentální procesy, které se s buňkou dějí na počátku mitózy. Fosforyluje totiž proteiny, které se účastní například sestavení dělicího vřeténka, napojení chromozomů na vřeténko, ale u některých organismů rovněž kondenzace chromozomů a reorganizace Golgi a ER.

## Reference

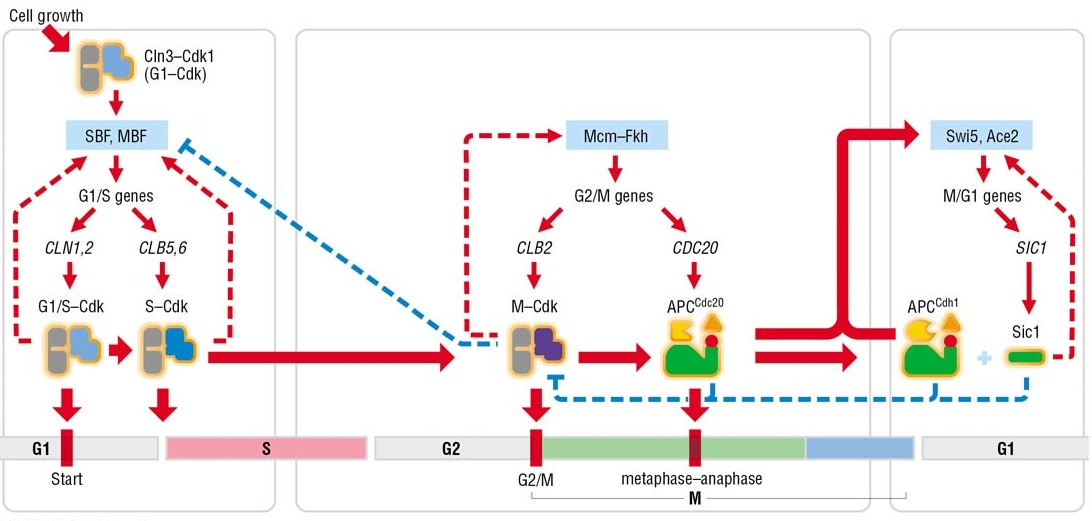
CDK1 a další proteiny účastníci se jeho regulace